# アジア学術会議
アジア学術会議 (SCA：Science Council of Asia) は、アジア地域の各国科学アカデミー等で構成される国際学術団体であり、アジアの各国大統領、首相などの直下組織として各国の政府への政策提言を行う科学者団体が加盟する機関。日本学術会議がその事務局を担っている。現在、日本を含めた18か国の31機関が加盟しており、その学術分野は人文・社会科学から自然科学・工学までを広く網羅している。2001年の設立以来、毎年、加盟各国が巡回で年次会合を開催し、国際シンポジウムや総会・理事会等を開催するほか、各国の研究者による共同研究プロジェクトを推進するなど、活発な活動を行っている。

## 役員（2012年～2014年）
会長
- Dr. Mohd Nordin Hasan(Academy of Sciences Malaysia (ASM))

副会長
- Dr. Supot Hannongbua(Science Society of Thailand under the Patronage of H.M. the King (SST))

事務局長
- 白田佳子（日本学術会議第一部経営学委員会委員長・筑波大学教授）

## 目的及び使命

### 目的
本会議の設立目的は、アジア諸国の共通課題を科学者の視点から議論し、国際連携をはかる主体となるほか、各国からの情報発信や情報収集を行ったり、各国の科学者同士の意見などを政策に反映させることを目的とする。

### 使命
- アジアにおける科学に関する重要事項を審議しその実現を図ること。
- アジアにおける科学に関する研究の連絡を図りその能率化を実現すること。
- アジア諸国の発展を相互に支援し協働する。

## 共同声明（2012年）
アジア学術会議 (SCA)共同声明（日本語訳）
```
            「グリーンエコノミー達成のため科学者の英知を活用しよう」   ボゴールにて2012年7月12日
```

私たち、第12回アジア学術会議理事会及び総会に出席した加盟国代表者、また第12回アジア学術会議国際シンポジウムの参加者は、我々の世界を守るため科学者が力をあわせるべきであるとの結論に至り、その決意をここに声明文としてとりまとめた。
私たちは、地球サミット「リオ＋20」の主要テーマである「持続可能な開発と貧困撲滅におけるグリーンエコノミー」について、科学者として寄与するべきである事を確認した。
一方私たちは科学者として、グリーンエコノミーへの対応についてより現実的にその内容を捉え、具体的な対応に発展させるべきであると考える。アジア地域においては、個々の国の声を統合しプラットフォームとして有効に機能する体制を整えるべきであり、その為にはアジア地域全体の連携が重要である。
私たちには持続可能な開発を効率的に達成するために、具体的な対応が求められている。私たちは、国際社会の方向性を、「経済成長のみを追求した経済開発」から、経済成長と環境を両立させた経済活動である「グリーンエコノミー」へ変えていかなければならないことを確認した。
そこで、科学の重要性を再認識し、グリーンエコノミーを実現するために科学者が何をすべきかを明らかにする必要があると考え、本会議の参加者は次の声明文を公表する:
1. 持続可能な開発を目指して SCAイニシアティブを相互に促進・支援していくべきである。
2. 私たちは、天然資源の大切さを認識し、世界で、またアジア地域で、さらには国単位で持続可能な開発の理念と政策を設定すべきである。
3. グリーンエコノミーの促進と実施のためには、資源、財産権への公平なアクセスを可能とし、そこからもたらされる恩恵がより広く平等に社会全体の人々に行き渡ることが可能となる事を基本とする必要がある。
4. 科学者は、科学が人々の生活、および人々の幸福のために何を実現できるかを常に念頭において行動すべきであり、よって持続可能な開発を促進し、そのために活動することは科学者としての務めである。
5. この目的を確かなものとする為、私たちは、政府、実業界、および社会一般といったステイクホルダーと協働することの重要性を充分に認識する。
6. 私たちは「グリーンエコノミー」達成のため、科学者としての知見を政策決定者に積極的に提供する。

以上

## 歴代会長
May 2000 - May 2001
- Prof. Dr. Montri Chulavatnatol（Thai Academy of Science and Technology(TAST) ）

May 2001 - May 2002
- Tan Sri Datuk Dr. Omar Abdul Rahman（Academy of Sciences of Malaysia (ASM) ）

May 2002 - May 2003
- Dr. Ir. S. Suparka（Indonesian Institute of Sciences(LIPI)）

May 2003 - May 2004
- Prof. Dr. Ho Wang Lee（National Academy of Sciences, Republic of Korea（NAS））

May 2004 - May 2005
- Mr. Thach Can（International Cooperation Department, Ministry of Science and Technology(MOST)）

May 2005 - April 2006
- Prof. Andre Beteille（Indian Council of Social Science Research(ICSSR)）

April 2006-September 2006
- Dr. Kiyoshi Kurokawa（Science Council of Japan(SCJ)）

October 2006-June2007
- Prof. Ichiro Kanazawa（Science Council of Japan(SCJ)）

June 2007 - May 2008
- Prof. Feng Changgen（China Association for Science and Technology(CAST)）

May 2008- June 2009
- Prof. Hong Wang Jin（Institute of Molecular and Cell Biology (IMCB), Agency for Science, Technology and Research (A*STAR)）

June 2009- June 2010
- Dr. Jaime C. Montoya（National Research Council of the Philippines (NRCP)）

June 2010- July 2011
- Prof. Batbold Enkhtuvshin（Mongolian Academy of Sciences (MAS)）

July 2011- July 2012
- Prof. Dr. Lukman Hakim(Indonesian Institute of Sciences (LIPI))

July 2012- 2014
- Dr. Mohd Nordin Hasan(Academy of Sciences Malaysia (ASM))

## 沿革
- 1993年～2000年 - アジア学術会議(SCA)の前身であるアジア科学協力会議(ACSC)が計8回、日本学術会議の主催により東京で開催される。参加国は日本、インド、インドネシア、韓国、シンガポール、タイ、中国、フィリピン、ベトナム、マレーシアの10か国。[1]
- 2001年 - アジア学術会議(SCA)第1回大会がタイ・バンコクで開催。[1][2]
- 2004年 - モンゴルが加盟[1]
- 2011年 - バングラデシュが加盟[1]
- 2012年 - カンボジア、スリランカ、ネパール、ミャンマーが加盟[1]
- 2014年 - 台湾が加盟[1]
- 2015年 - パキスタンが加盟[1]

## 歴代会議

### アジア科学協力会議(ACSC)
- 第1回大会 - 1993年、開催都市：東京[1]
- 第2回大会 - 1994年、開催都市：東京[1]
- 第3回大会 - 1995年、開催都市：東京[1]
- 第4回大会 - 1996年、開催都市：東京[1]
- 第5回大会 - 1997年、開催都市：東京[1]
- 第6回大会 - 1998年、開催都市：東京[1]
- 第7回大会 - 1999年、開催都市：東京[1]
- 第8回大会 - 2000年、開催都市：東京[1]

### アジア学術会議(SCA)
- 第1回大会タイ会合 - 2001年、開催都市：バンコク[2]
- 第2回大会マレーシア会合 - 2002年、開催都市：クアラルンプール[2]
- 第3回大会インドネシア会合 - 2003年、開催都市：デンパサール[2]
- 第4回大会韓国会合 - 2004年、開催都市：ソウル[2]
- 第5回大会ベトナム会合 - 2005年、開催都市：ハノイ[2]
- 第6回大会インド会合 - 2006年、開催都市：デリー[2]
- 第7回大会日本会合 - 2007年、開催都市：沖縄[2]
- 第8回大会中国会合 - 2008年、開催都市：青島[2]
- 第9回大会シンガポール会合 - 2009年、開催都市：シンガポール[2]
- 第10回大会フィリピン会合 - 2010年、開催都市：マニラ[2]
- 第11回大会モンゴル会合 - 2011年、開催都市：ウランバートル[2]
- 第12回大会インドネシア会合 - 2012年7月10日～12日、開催都市：ボゴール[2][3]

- 第13回大会タイ会合 - 2013年5月7日～9日、開催都市：バンコク[2][3]

- 第14回大会マレーシア会合 - 2014年6月17日～19日、開催都市：クアラルンプール[2][3]

- 第15回大会カンボジア会合 - 2015年5月15日～17日、開催都市：シェムリアップ[2][3]

- 第16回大会スリランカ会合 - 2016年5月30日～6月1日、開催都市：コロンボ[2][3]

- 第17回大会フィリピン会合 - 2017年6月14日～16日、開催都市：マニラ[2][3]

- 第18回大会日本会合 - 2018年12月5日～7日、開催都市：東京[2][3]

- 第19回大会ミャンマー会合 - 2019年12月3日～5日、開催都市：ネピドー[2][4]

- 第20回大会中国会合 - 2021年5月13日～5月15日、開催都市：広州・オンライン[2][4]

- 第21回大会インド会合 - 2022年3月15日～17日、開催都市：オンライン[2][4]

- 第22回大会韓国会合 - 2023年10月19日～21日、開催都市：ソウル[2][4]
- 第23回大会バングラデシュ会合 - 2024年11月30日～12月2日、開催都市：ダッカ[2][5]
- 第24回大会パキスタン会合[2]

※2020年はCOVID-19の世界的大流行の影響で不開催

## 加盟国・加盟組織一覧
2024年現在、会議には18の国と地域の31組織が加盟している。
- 日本学術会議（SCJ:Science Council of Japan）-日本国
- バングラデシュ科学アカデミー（英語版）（BAS:Bangladesh Academy of Sciences）- バングラデシュ人民共和国
- 国立カンボジア工科大学（ITC:Institute of Technology of Cambodia）-カンボジア王国
- 中国科学技術協会（CAST:China Association for Science and Technology）-中華人民共和国
- 中央研究院（AS:Academia Sinica）-台湾
- インド社会科学研究評議会（ICSSR:Indian Council of Social Science Research）-インド
- インドネシア科学院（LIPI:Indonesian Institute of Sciences）-インドネシア共和国
- 大韓民国学術院（NAS:National Academy of Sciences,Republic of Korea）-大韓民国
- マレーシア科学アカデミー（ASM:Academy of Sciences Malaysia）-マレーシア
- モンゴル科学アカデミー（MAS:Mongolian Academy of Sciences）-モンゴル国
- ミャンマー技術アカデミー（MAT:Myanmar Academy of Technology）-ミャンマー連邦共和国
- ネパール科学技術アカデミー（NAST:Nepal Academy of Science and Technology）-ネパール連邦民主共和国
- パキスタン科学アカデミー（PAS:Pakistan Academy of Sciences）-パキスタン・イスラム共和国
- フィリピン研究会（NRCP:National Research Council of the Philippines）-フィリピン共和国
- シンガポール科学技術研究局（A*STAR:Agency for Science, Technology and Research）-シンガポール共和国
- スリランカ科学アカデミー（NASSL:National Academy of Sciences of Sri Lanka）-スリランカ民主社会主義共和国
- タイ科学協会（SST:Science Society of Thailand under the Patronage of His Majesty the King）-タイ王国
- ベトナム科学技術省（MOST:Ministry of Science and Technology）-ベトナム社会主義共和国

以上の組織はそれぞれの国と地域の代表組織として指定されている。
- カンボジア王立アカデミー（RAC:Royal Academy of Cambodia）-カンボジア王国
- インド 国立科学アカデミー（INSA:Indian National Science Academy）-インド
- インドネシア教育・文化省（Ministry of Education and Culture）-インドネシア共和国
- 韓国科学技術アカデミー （KAST:Korean Academy of Science and Technology）-大韓民国
- マレーシア科学技術イノベーション省（MOSTI:Ministry of Science, Technology and Innovation）-マレーシア
- マレーシア環境開発研究所（LESTARI:Institute for Environment and Development）-マレーシア
- ミャンマー芸術科学アカデミー（MAAS:Myanmar Academy of Arts and Science）ミャンマー連邦共和国
- フィリピン社会科学会議（RSSC:Philippine Social Science Council）-フィリピン共和国
- フィリピン海洋科学協会（PAMS:Philippine Association of Marine Science）-フィリピン共和国
- 国家科学財団（NSF:National Science Foundation）-スリランカ民主社会主義共和国
- タイ科学技術アカデミー（TAST:Thai Academy of Science and Technology）-タイ王国
- ベトナム保健省（MOH:Ministry of Health）-ベトナム社会主義共和国
- ベトナム科学技術アカデミー（VAST:Vietnam Academy of Science and Technology）-ベトナム社会主義共和国